# درنوردیدن گیاهان چوبی

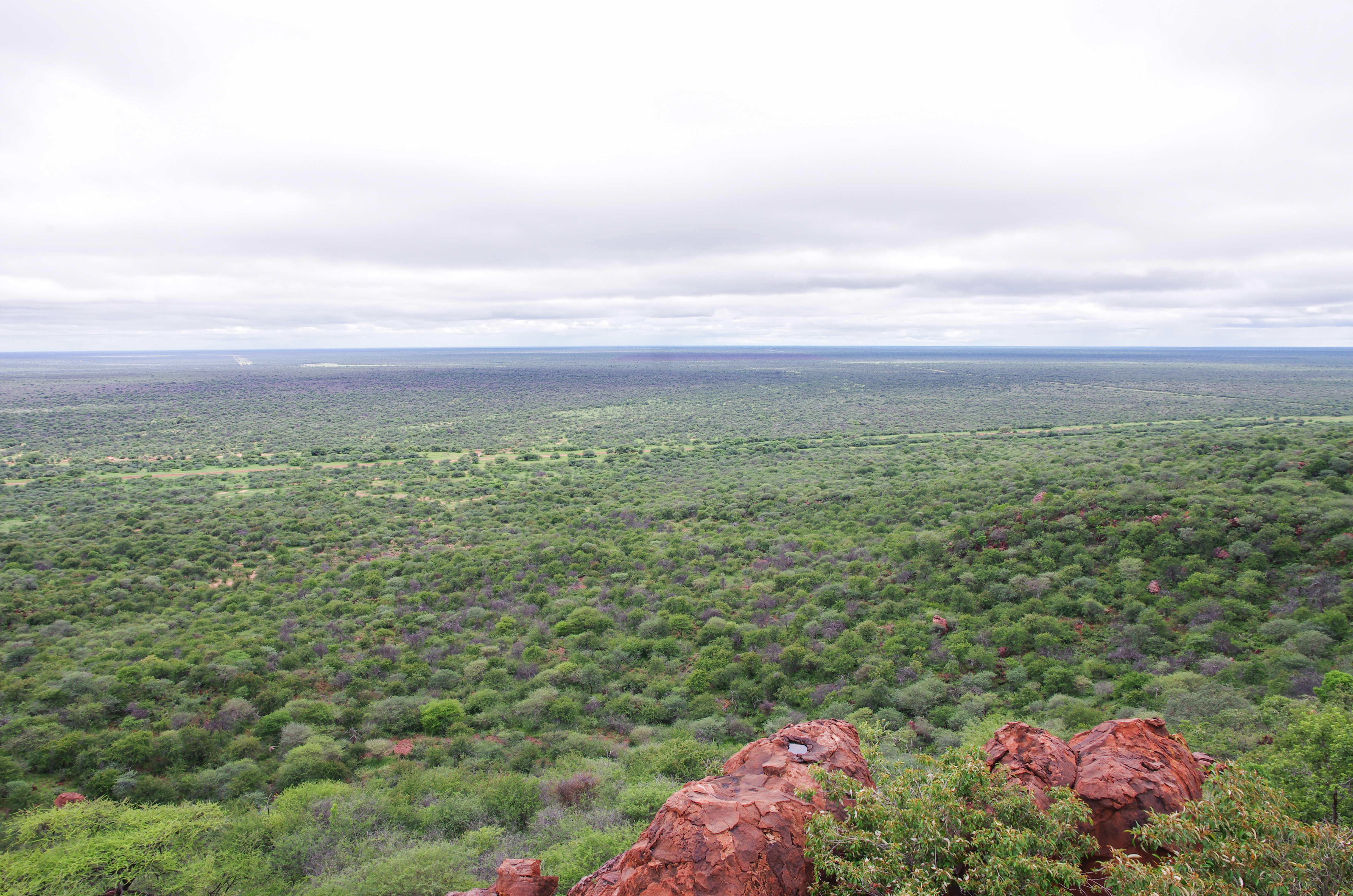
نمایی از زمین تجاوز شده بوته‌ها در پارک فلات واتربرگ در منطقه اوتجوزوندجوپا، نامیبیا

درنوردیدن گیاهان چوبی (به انگلیسی: Woody plant encroachment) (همچنین به آنها درنوردیدن بوته، درنوردیدن درختچه، درنوردیدن درختی، گسترش بوته یا تکثیر گیاهان چوبی نیز گفته می‌شود) یک پدیده طبیعی است که با افزایش تراکم گیاهان چوبی، بوته‌ها و درختچه‌ها به هزینه لایه علفی، چمن‌ها و گیاهان گلده مشخص می‌شود.

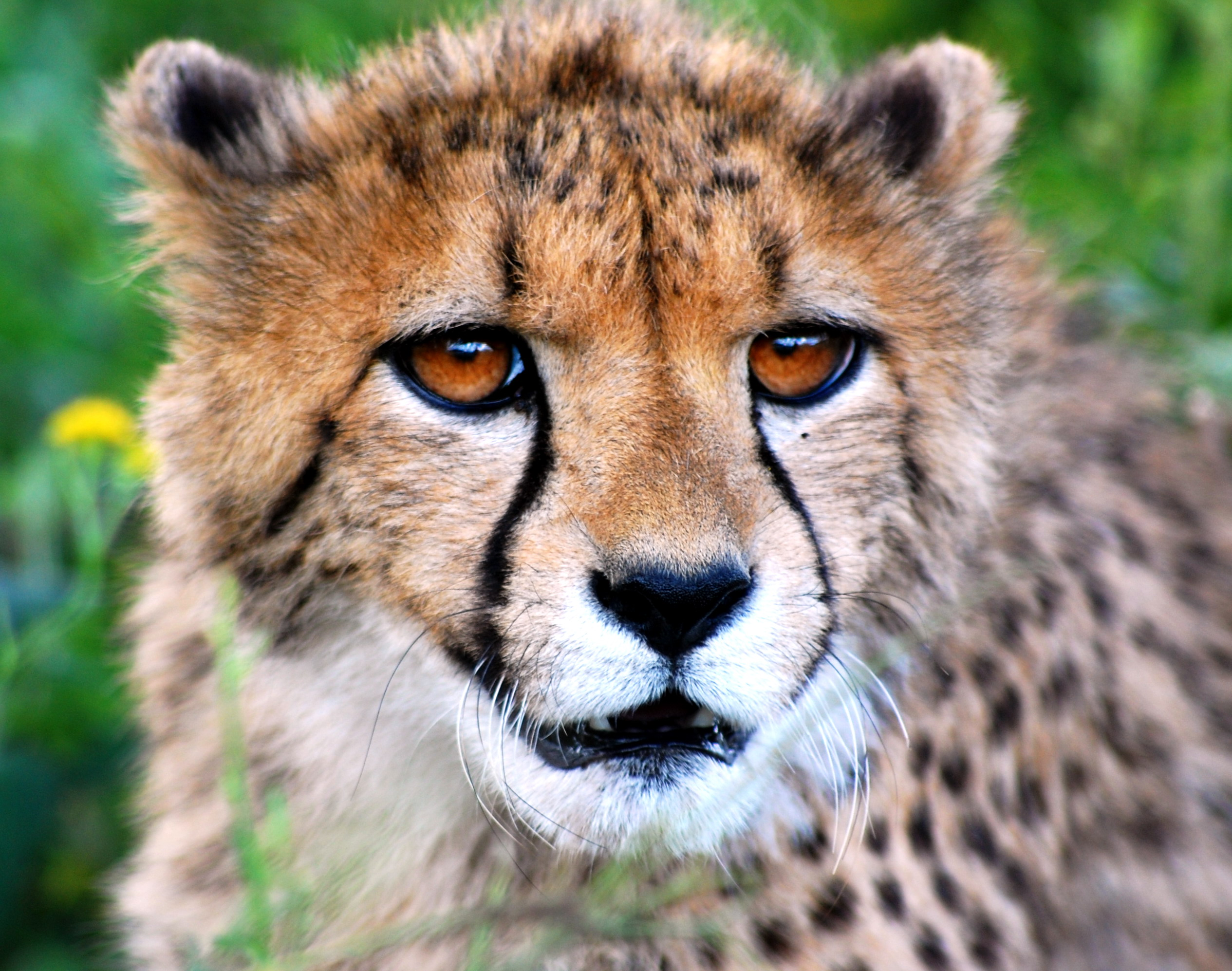
زیستگاه یوزپلنگ می‌توان با درنوردیدن گیاهان چوبی کاهش یابد.

غالباً در علفزارها، ساواناها و جنگل‌ها رخ می‌دهد و می‌تواند سبب جابجایی زیست‌بوم از علفزارهای باز و ساوانا به جنگل‌های بسته شود. اصطلاح درنوردیدن بوته به گسترش گیاهان بومی اشاره دارد و نه گسترش گونه‌های مهاجم بیگانه؛ بنابراین، با تراکم گیاه تعریف می‌شود، نه گونه. درنوردیدن بوته اغلب یک جابجایی رژیم بوم‌شناختی در نظر گرفته می‌شود و می‌تواند نشانه‌ای از تخریب زمین باشد. این پدیده در بوم‌سازگان‌های گوناگون و با ویژگی‌ها و شدت‌های متفاوت در سطح جهانی دیده می‌شود.

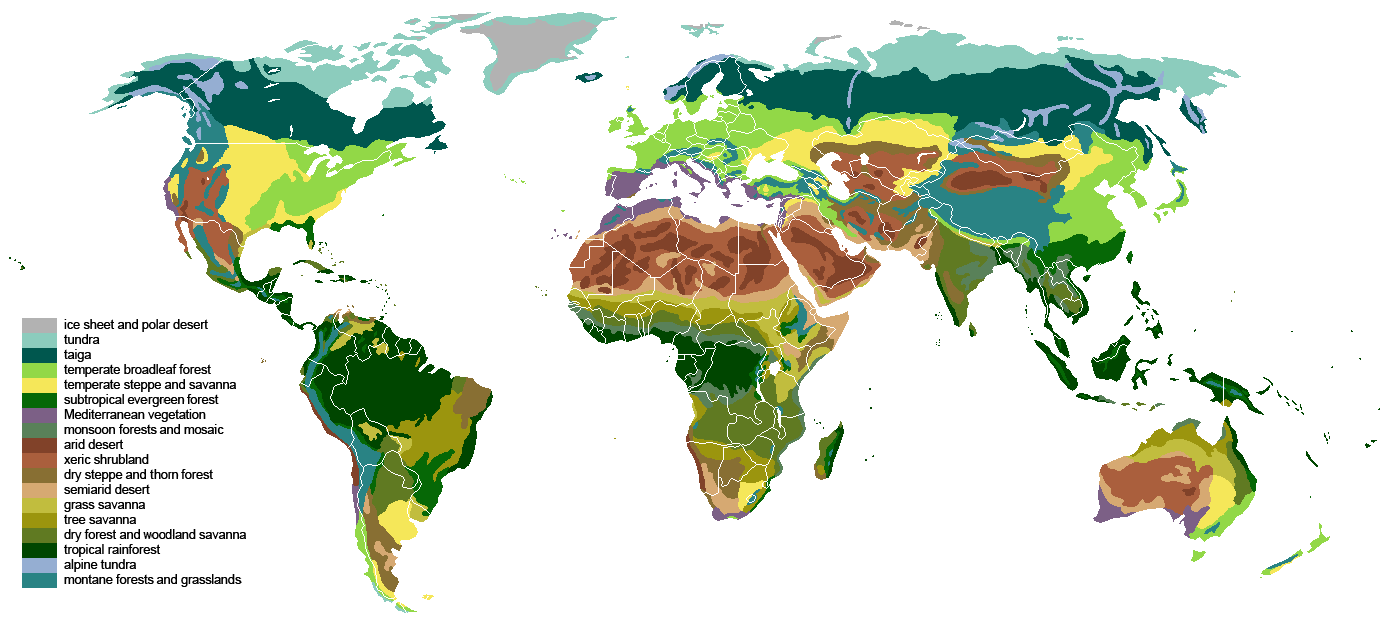
تصویری از زیست‌بوم‌های خشکی در سراسر جهان

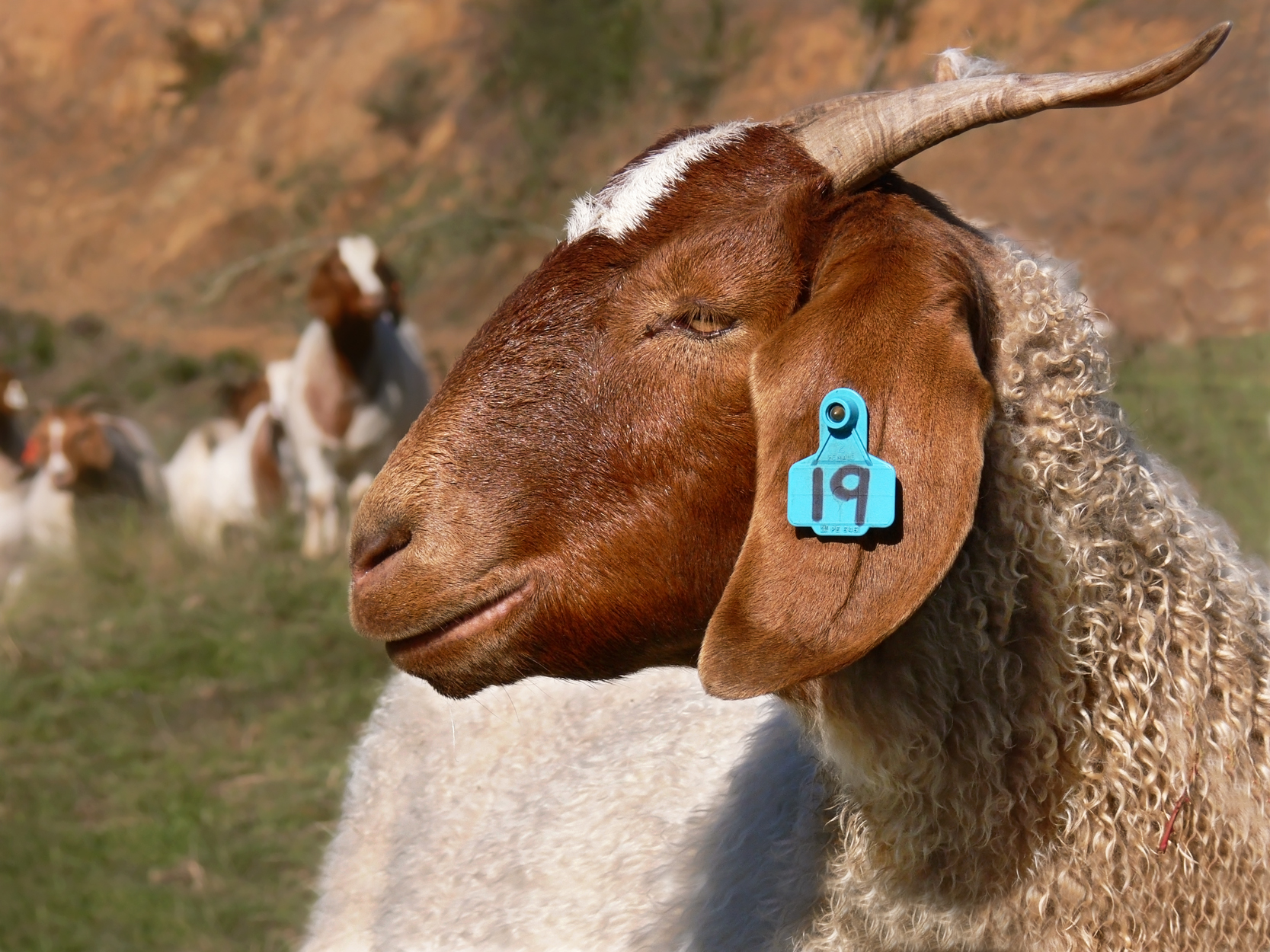
بزها می‌توانند به عنوان یک معیار طبیعی در برابر تجاوز گیاهان چوبی یا استقرار دوباره نهال‌ها پس از نازک شدن بوته عمل کنند.